# Éléphant rose
Pour les articles homonymes, voir Éléphant (homonymie).
 (juillet 2020).
Si vous disposez d'ouvrages ou d'articles de référence ou si vous connaissez des sites web de qualité traitant du thème abordé ici, merci de compléter l'article en donnant les références utiles à sa vérifiabilité et en les liant à la section « Notes et références ».

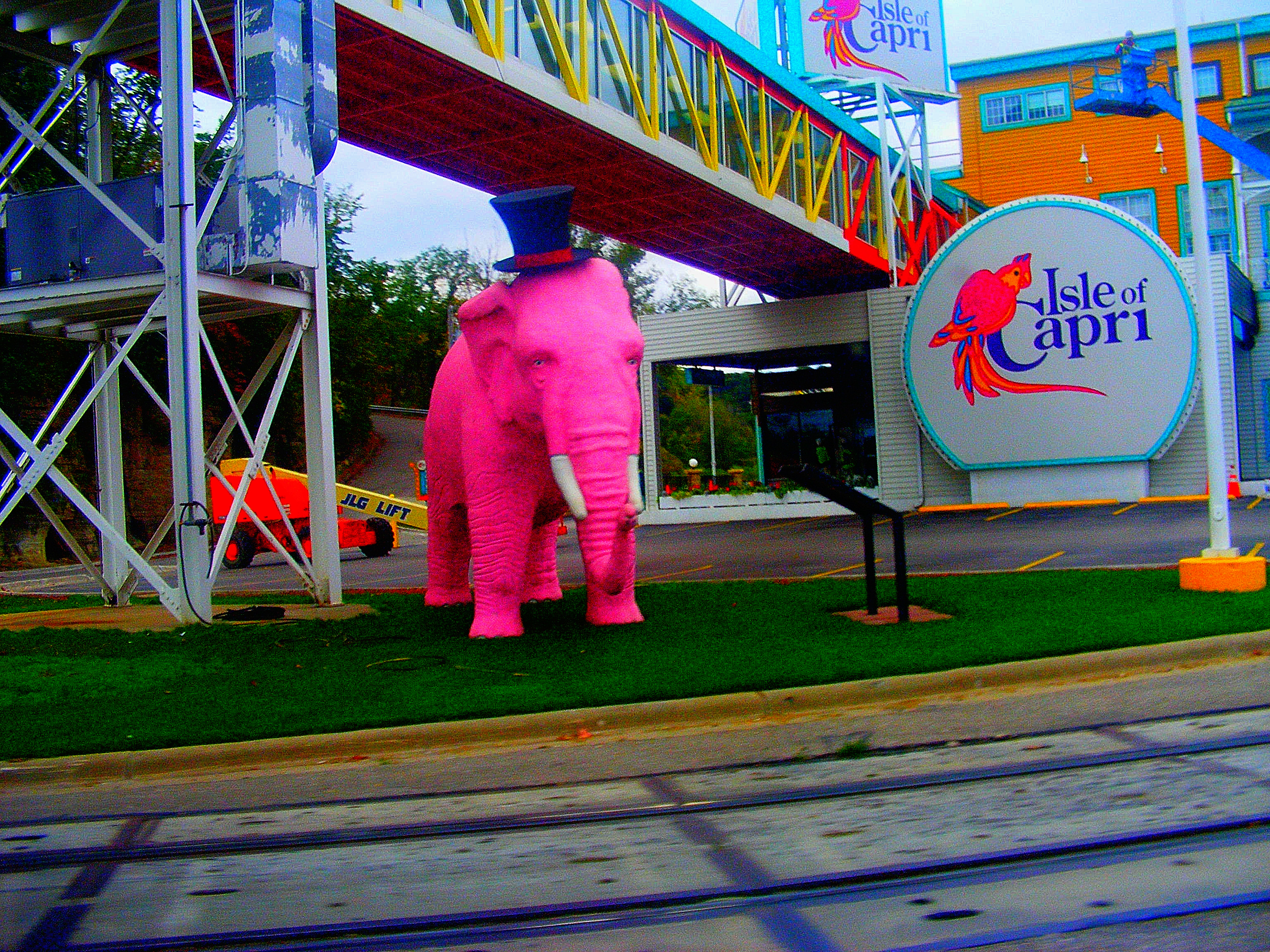
Sculpture d'éléphant rose devant un casino américain

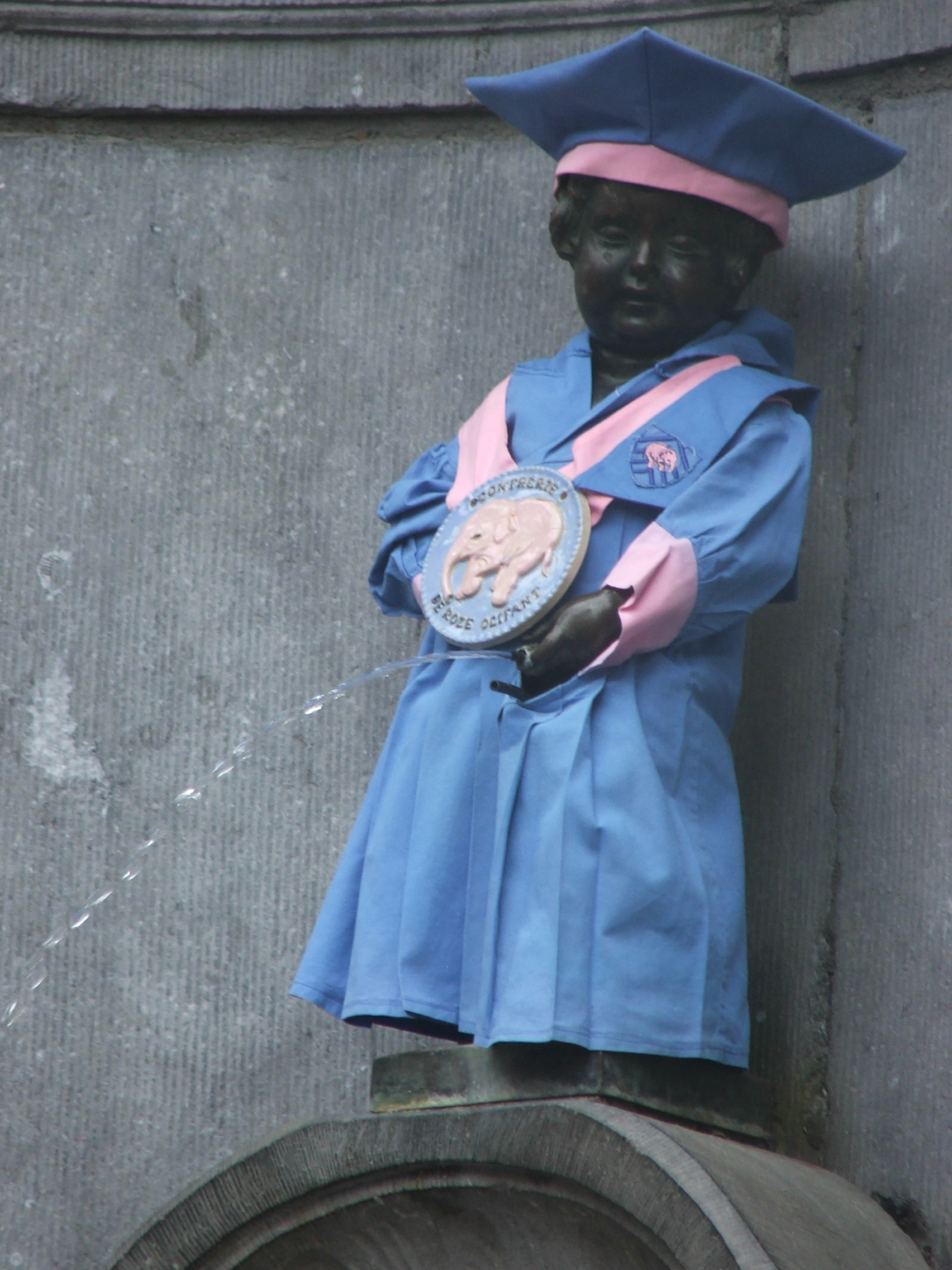
Le Manneken-Pis en tenue de la Confrérie de l'éléphant rose lors du 11e Chapitre de la Confrérie à Bruxelles.

Un éléphant rose est une métaphore relative aux hallucinations causées par l'abus d'alcool, ou plus particulièrement dans le cas d'hallucinose alcoolique ou de delirium tremens. L'expression est utilisée pour la première fois par l'écrivain américain Jack London en 1913 dans Le Cabaret de la dernière chance.

## Utilisations notables
L'éléphant rose est utilisé comme illustration par la bière belge Delirium Tremens.
Dans L'éléphant rose se recycle, le cartooniste Franck K. Lehodey , utilise le classique strip en trois cases pour mettre en scène ce personnage sur un ton comique, haut en couleur, philosophe et parfois morose.
Dans le dessin animé Dumbo des studios Disney (1941) on trouve une séquence culte : La danse des éléphants roses.
Serge Gainsbourg mentionne un éléphant rose dans sa chanson Intoxicated Man, ainsi que Jacques Brel dans la Chanson de Jacky.

## Véritable éléphant rose
Une dépigmentation est susceptible de donner une teinte rose à la peau de l'éléphant. C'est le cas d'un éléphanteau du parc national Kruger en Afrique du Sud, observé en 2016 par deux touristes néerlandais. Génétiquement explicable, la variation est cependant très rare dans la nature, en raison de sa faible probabilité.